# Кайнар (Акмолинская область)
Кайна́р (каз. Қайнар, до 2007 г. — Кызылту́) — упразднённое село в Аккольском районе Акмолинской области Казахстана. Входило в состав Жалгызкарагайского сельского округа. Исключено из учётных данных в 2025 году. 

## География
Село расположено в северной части района, на расстоянии примерно 21 километров (по прямой) к северо-востоку от административного центра района — города Акколь, в 15 километрах к югу от административного центра сельского округа — села Жалгызкарагай.
Абсолютная высота — 326 метров над уровнем моря.
Ближайшие населённые пункты: село Жалгызкарагай — на севере, село Кенес — на юго-востоке.

## Население
| 1989 | 1999 | 2009 | 2021 |
| ---- | ---- | ---- | ---- |
| 170  | ↘113 | ↘50  | ↘17  |

В 1989 году население села составляло 170 человек (из них казахи — 100 %).
В 1999 году население аула составляло 113 человек (52 мужчины и 61 женщина). По данным переписи 2009 года, в ауле проживало 50 человек (24 мужчины и 26 женщин).

## Улицы[8]
- ул. Маншук Маметовой